# Motus (spelprogramma)
Motus is een Frans televisieprogramma, dat liep van 25 juni 1990 tot 29 augustus 2019. Het werd uitgezonden op France 2 en gepresenteerd door Thierry Beccaro. Het is de Franse versie van het Nederlandse programma Lingo. 

## Opzet
Het team dat aan de beurt is krijgt zes pogingen om een woord te raden, waarvan de beginletter en sinds 2009 een willekeurige tweede letter gegeven zijn. De spelers krijgen hiervoor acht seconden bedenktijd om een woord te noemen en te spellen, waarbij beide spelers om en om spelen. Het is niet verplicht om eerst een woord te noemen en het mag ook een ander woord zijn dan wordt gespeld (wat je spelt, dat telt). Een speler mag een (fout) gespeld woord verbeteren als dat in één adem gebeurt. Het team mag niet overleggen. Bij elke poging wordt aangegeven welke letters op de juiste plaats staan (rood vakje) en welke letters in het woord zitten maar op een verkeerde plaats (gele cirkel). Bij ongeldige woorden, overschrijding van de bedenktijd of als een team toch overlegt, mag het andere team een poging wagen en krijgen deze een bonusletter (een extra letter die op de juiste plaats wordt gezet vanaf links). Hierbij mag het team ook niet overleggen. Indien slechts één letter van het te raden woord ontbreekt kan het team geen bonusletter krijgen.
In eerste instantie werd het spel gespeeld met woorden van vijf letters, van 1993 tot 1995 met woorden van zes letters, daarna tot 1999 met zeven, hierna acht, en vanaf 2004 tot 2005 negen. In de periode 2005-2006 werd er geloot om te bepalen of er werd gespeeld met zes- zeven- acht- of negenletterwoorden. In 2007 werden woorden van zes letters geschrapt. Vanaf 2009 mogen de nieuwe kandidaten bepalen of er wordt gespeeld met acht-, negen-, of tienletterwoorden, en vanaf 2010 ook weer zevenletterwoorden. Kinderafleveringen werden gespeeld met woorden van zes letters.
Het nieuwe team begint, en krijgt altijd de gele desk, het terugkerende team altijd blauw. Is er geen terugkerend team, dan wordt geloot welk team mag beginnen, en dus geel is. 
Ongeldige woorden zijn:
- Woorden die niet bestaan.
- Eigennamen
- Verkeerd gespelde woorden
- Woorden die zijn samengesteld
- Vervoegingen van werkwoorden
- Woorden die niet uit het gegeven aantal letters bestaan.
- Woorden die niet beginnen met de gegeven beginletter
- Woorden die al eerder zijn ingevoerd in dezelfde beurt

Indien na zes beurten het woord niet is geraden, speelt het andere team de zevende beurt met een bonusletter. 
Raadt een team het woord, dan haalt men 50 punten en mag dat team twee ballen trekken, het gele team de oneven, het blauwe team de even. Deze worden weggestreept van een 5x5 ballenkaart waar in het begin acht getallen zijn weggestreept. Haalt men hier een rij van vijf weggestreepte getallen (verticaal, horizontaal of diagonaal), een zogenaamde 'Motus', dan haalt men 100 punten en beide teams krijgen dan een nieuwe kaart. Er zitten ook drie zwarte ballen in de bak, bij trekking hiervan wisselt de beurt. In 2012 werd het magische getal ingevoerd, indien men dit getal trekt, legt men de bal met dit getal op de desk, en wordt de eerstvolgende zwarte bal geneutraliseerd. Vanaf 2015 geldt dit voordeel alleen als de bal is neergelegd op de desk, wanneer men dit niet doet vervalt het voordeel.
Aan het eind van het spel wordt door een voice-over het laatste woord aangekondigd. Sinds 2002 is dit woord 100 punten waard. Het team met de meeste punten speelt hierna de finale. 

### Finale

#### 1990-1991
Toen in 1990 Motus begon, speelde men in eerste instantie een andere finale dan  de periode 1991-2019. Het team kreeg een kaart met 16 getallen weggestreept, waarbij het middelste getal direct 'Motus' gaf. Het is nu de bedoeling om dat niet te halen. Men kreeg vervolgens 7 minuten de tijd, waarin men 5 woorden kon raden. Na ieder woord moest men aantal ballen trekken, na het eerste een, na het tweede twee, etc. Voor iedere foute poging (buiten de tijd of ongeldig woord) moest men nog een extra bal trekken. In de ballenbak zaten 34 ballen (1-69 bij oneven, 2-70 met bij even, waarbij de bal met het middelste getal er nog niet inzat) en een gouden bal. Werd deze getrokken, dan kon een team later een getal dat op de kaart stond neutraliseren, meestal werd dit gedaan bij een Motus. Bij de derde ronde werd het middelste getal in de bak gedaan. In deze periode kon men geen geldprijzen winnen. 

#### 1991-2019
Het team krijgt een bepaalde tijd (in eerste instantie altijd 5 minuten, vanaf 2009 was dit afhankelijk van de woordlengte) om 10 woorden te vinden. Tot 2009 kreeg men van ieder woord twee letters, later hing dit af van woordlengte, bij acht, negen en tien kreeg men er voortaan drie. Er hoeft niet om-en-om gespeeld te worden. Slaagde men hierin, dan won men een jackpot die begon op €1000 en bij iedere keer dat hij niet werd gewonnen met dit bedrag werd verhoogd. In 2001 werd ingevoerd dat indien er nog tijd over is een elfde woord werd gespeeld, dat  €1000 extra opleverde.   